# Télécom Physique Strasbourg
Die Télécom Physique Strasbourg (ehemals École nationale supérieure de physique de strasbourg, ENSPS) ist eine französische Ingenieurhochschule, die 1981 gegründet wurde.
Die Hochschule bildet Ingenieure mit einem multidisziplinären Profil aus, die in allen Bereichen der Industrie und des Dienstleistungssektors arbeiten.
Die Télécom Physique Strasbourg ist in Illkirch-Graffenstaden. Die Schule ist Mitglied der Universität Straßburg.